# 赫斯伯格
赫斯伯格是瑞士的城鎮，位於該國北部，由巴塞爾鄉村州負責管轄，面積1.67平方公里，海拔高度512米，2012年人口318，五成半人口信奉基督教，人口密度每平方公里190人。

## 外部連結
- Official website （页面存档备份，存于） （德文）